# Горбатый путепровод
Горба́тый путепрово́д — автомобильно-пешеходный путепровод в Москве на шоссе Энтузиастов. Проходит над подъездными железнодорожными путями завода «Серп и Молот» (к северу от станции Северный пост).
Первый путепровод получил название из-за высокого подъёма (горба) при небольшой длине. По традиции так же назвали и реконструированный более пологий путепровод.

## История
Путепровод был сооружён в 1924 году. Реконструирован в 1950 году (инженер Ю. Ф. Вернер, архитектор Ю. И. Гольцев).